# Куно (Чад)
Куно (фр. Kouno) — небольшой город и супрефектура в Чаде, расположенный на территории региона Шари-Багирми. Входит в состав департамента Луг-Шари.

## Географическое положение
Город находится в южной части Чада, на левом берегу реки Шари, на высоте 303 метров над уровнем моря.
Населённый пункт расположен на расстоянии приблизительно 370 километров к юго-востоку от столицы страны Нджамены.

## Население
По данным официальной переписи 2009 года численность населения Куно составляла 29 439 человек (14 415 мужчин и 15 024 женщины). Население супрефектуры по возрастному диапазону распределилось следующим образом: 51,8 % — жители младше 15 лет, 43,5 % — между 15 и 59 годами и 4,7 % — в возрасте 60 лет и старше.

## Транспорт
Ближайший аэропорт расположен в городе Тари.